# Авеню D
Авеню D — улица в нейборхуде Алфабет-Сити в боро Манхэттен:21, проходящая с севера на юг к востоку от авеню A и к западу от авеню C. Улица начинается от Хаустон-стрит и заканчивается у 13-й улицы. Южнее пересечения с Хаустон-стрит авеню D переходит в Коламбия-стрит, и южнее Деланси-стрит — в Эйбрахам-Казан-стрит.
Авеню D — самая восточная авеню Манхэттена.

## История
Улица была создана в соответствии с генеральным планом Манхэттена 1811 года как одна из 16 улиц, идущих с севера на юг, шириной 30 метров, включая 12 пронумерованных авеню и четыре обозначенных литерами, расположенных к востоку от Первой авеню.

## Строения
Среди строений, расположенных на авеню D:
- Спорткомплекс Драй-Док, расположенный в северной части (11-я улица и авеню D) — небольшой парк с общественным бассейном, названный по находившимся здесь корабельным докам[3]. Ранее на этом месте находилось здание банка Corn Exchange Bank[англ.].
- Многие из жилых комплексов на авеню D относятся к социальному жилью. На восточной стороне улицы находится комплекс Джейкоб-Риис-Хаусес[англ.], получивший название в честь известного фотографа Якоба Рииса, который снимал тяжелое положение беднейших жителей города. Проект был разработан архитектурным бюро Walker & Gillette[англ.] и был завершён в 1949 году. Среди других местных проектов социального жилья: Барух-Хаусес[англ.], Ла-Гуардия-хаусес[англ.] и Лилиан-Уолд-хаусес. Последний комплекс назван в честь суфражистки Лилиан Уолд, которая оказывала медицинскую помощь беднякам Нижнего Ист-Сайда через созданную ею организацию Генри-стрит-сетлемент[англ.] и Общество патронажных медсестёр.

## Транспорт
На авеню D действует автобусный маршрут M14D, проходящий от Восточной 10-й улицы до Хаустон-стрит (в южном направлении) и Деланси-стрит (в северном направлении) через Коламбия-стрит.